# سباعي الثغور الصيني
سباعي الثغور الصيني (الاسم العلمي: Eptatretus chinensis) هو نوع من اللافكيات يتبع جنس سباعي الثغور من فصيلة الأسماك المخاطية.